# 卢西恩·戈伊安
卢西恩·戈伊安（Lucian Goian，1984年10月15日—），又被译为戈扬，是一名罗马尼亚职业足球运动员，司职中后卫。现在效力于羅馬尼亞足球甲级联赛球队布拉索夫。

## 俱乐部生涯
戈扬先后在罗马尼亚国内多家俱乐部效力，包括佛雷斯塔、奥内斯蒂、希赫劳尔、布加勒斯特迪納摩和阿斯特拉。他曾经在代表布加勒斯特迪納摩在欧洲联盟杯中出场6次。
2012年1月，戈扬和中国足球超级联赛球队天津泰达签约三年。但赛季结束后被球队解约。2013年2月18日，中国足球甲级联赛球队北京八喜正式宣布签入戈扬。

## 个人
戈扬的哥哥多林·戈伊安也是一名职业球员，场上位置同样是中后卫。在戈扬的职业生涯早期一直追随哥哥的脚步，效力于佛雷斯塔、奥内斯蒂和希赫劳尔等球队，但在2004年，戈扬转会加盟布加勒斯特迪納摩时，他的哥哥却加盟迪纳摩的死敌布加勒斯特星。现在多林·戈伊安效力于苏格兰足球超级联赛球队格拉斯哥流浪者。